# Hans Walter
Hans Walter, né le 9 août 1889 et mort le 14 janvier 1967, est un rameur suisse.